# 布瓦塞德
布瓦塞德（法語：Boissède，法語發音：[bwasɛd]）是法国上加龙省的一个市镇，属于圣戈当区。

## 地理
布瓦塞德（43°24'26"N, 0°49'28"E）面积3.84 平方千米，位于法国奧克西塔尼大區上加龙省，该省份为法国西南部内陆省份，西南端与西班牙接壤，自此顺时针与上比利牛斯省、热尔省、塔恩-加龙省、塔恩省、奥德省和阿列日省接壤。
与布瓦塞德接壤的市镇（或旧市镇、城区）包括：卡代扬、利勒昂多东、米朗博、莫拉、图尔南。

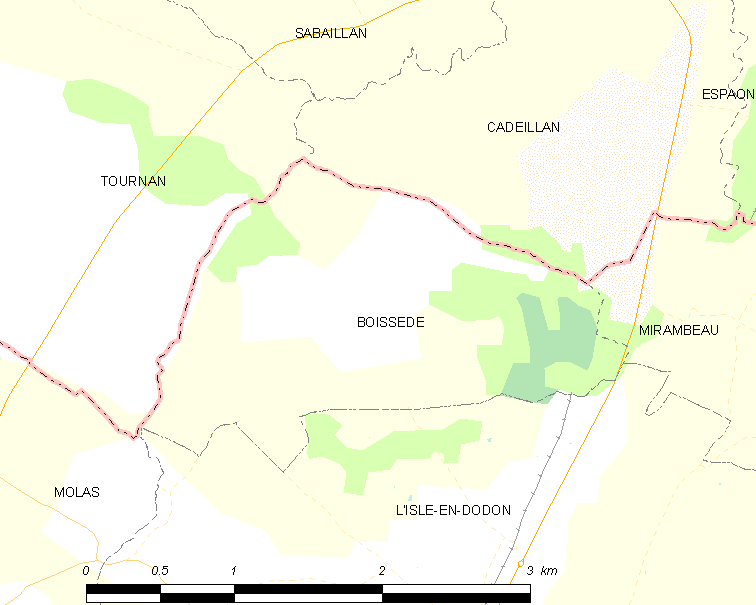
布瓦塞德的OSM定位图

布瓦塞德的时区为UTC+01:00、UTC+02:00（夏令时）。

## 行政
布瓦塞德的邮政编码为31230，INSEE市镇编码为31072。

## 政治
布瓦塞德所属的省级选区为卡泽尔县。

## 人口

1962-2008年间布瓦塞德人口变化图示

布瓦塞德于2022年1月1日时的人口数量为68人。